# Paudex
Paudex est une commune suisse du canton de Vaud, située dans le district de Lavaux-Oron.

### Situation

Vue aérienne (1960).

## Géographie

### Hydrographie
La commune de Paudex se situe au bord du Léman et marque sa limite communale avec Pully par la Paudèze.

## Population et société

### Gentilé et surnoms
Les habitants de la commune se nomment les Paudéziens,.
Ils sont surnommés les Peaux-d'âne,, lè Pâo, soit les coqs en patois vaudois, et les Rats Blancs.

#### Évolution de la population
Paudex compte 1 550 habitants au 31 décembre 2022 pour une densité de population de 3 229 hab/km2. Sur la période 2010-2019, sa population a augmenté de 9,8 % (canton : 12,9 % ; Suisse : 9,4 %).  

#### Pyramide des âges
En 2020, le taux de personnes de moins de 30 ans s'élève à 29,6 %, au-dessous de la valeur cantonale (35 %). Le taux de personnes de plus de 60 ans est quant à lui de 26,8 %, alors qu'il est de 21,9 % au niveau cantonal.
La même année, la commune compte 773 hommes pour 767 femmes, soit un taux de 50,2 % d'hommes, supérieur à celui du canton (49,1 %).
| Hommes | Classe d’âge | Femmes |
| ------ | ------------ | ------ |
| 0,9    | 90 ans ou +  | 0,8    |
| 8,5    | 75 à 89 ans  | 9,6    |
| 14,9   | 60 à 74 ans  | 18,9   |
| 22,3   | 45 à 59 ans  | 20,2   |
| 22,9   | 30 à 44 ans  | 21,9   |
| 16,6   | 15 à 29 ans  | 15,4   |
| 14,0   | - de 14 ans  | 13,2   |

| Hommes | Classe d’âge | Femmes |
| ------ | ------------ | ------ |
| 0,5    | 90 ans ou +  | 1,4    |
| 6,1    | 75 à 89 ans  | 8,2    |
| 13,3   | 60 à 74 ans  | 14,3   |
| 21,5   | 45 à 59 ans  | 21,2   |
| 22,0   | 30 à 44 ans  | 21,4   |
| 19,6   | 15 à 29 ans  | 18,0   |
| 16,9   | - de 14 ans  | 15,5   |

## Économie

### Industrie
Des mines de charbon, dites de la Paudèze, ont été exploitées du XVIIIe siècle à la Deuxième Guerre mondiale. Dès 1709, Eirini d'Eirinis, un prospecteur et minéralogiste grec très actif en Suisse, s'intéresse au charbon de Paudex et obtient une concession qu'il partage avec Isaac de Loys. Ce dernier fonde alors une société qui prendra le nom de Houillière de Paudex. Il en poursuit l'exploitation jusqu'à sa mort en 1733.
À l'aube du XXe siècle, l'exploitation reprend sur une tout autre échelle pour alimenter la région en combustible durant les deux guerres mondiales. Le bassin de la Paudèze et Oron livre 1 500 tonnes de houille au cours de la Première Guerre mondiale et les dix mines rouvertes entre Paudex et Oron, durant le second conflit mondial, en donneront 95 000 tonnes.
La localité a également connu une verrerie au XVIIIe siècle.

### Employeurs principaux
- Centre patronal : environ 200 employés ;
- Blancpain SA : environ 30 employés dans le siège de la manufacture horlogère.

## Culture et patrimoine

### Patrimoine bâti
- Viaduc de la Paudèze sur la ligne de chemin de fer Jura-Simplon.
- Borne milliaire de Paudèze, découverte en 1768 et exposée à la maison de Commune[12].

### Manifestations
- Fête à Paudex (en juin) ;
- Fête des Vendanges de Lutry (en septembre), à laquelle la commune de Paudex est associée.

### Personnalités
- Jean-Pascal Delamuraz (1936-1998), conseiller fédéral, conseiller d'état et syndic de Lausanne, y passa sa jeunesse.
- Ada Marra (née en 1973), politicienne suisse membre du PS, conseillère nationale depuis 2007.